# La Paz Waterfall Gardens
La Paz Waterfall Gardens is parklandschap van 28 hectare bij Vara Blanca in Costa Rica. In het gebied bevinden zich bosgebieden, botanische tuinen en diverse verblijven voor inheemse dieren. La Paz Waterfall Gardens werd in 2000 geopend.

## Beschrijving
La Paz Waterfall Gardens omvat regenwoud, nevelbos en vijf watervallen. Door dit park lopen wandelroutes en er zijn een grote volière, een ranarium en serpentarium, verblijven voor apen en katachtigen, een vlindertuin, een kolibrietuin en plantentuinen. 
In de volière worden ruim dertig vogelsoorten gehouden, zoals papegaaiachtigen, toekans, baardvogels en tangaren. De vogels zijn illegaal gevangen door jagers en in beslag genomen door de overheid of afgestaan door voormalige eigenaren.
In het serpentarium worden diverse soorten groefkopadders, koraalslangen, boa's en toornslangachtigen gehouden. In het ranarium zijn ruim twintig soorten kikkers en padden te zien, zoals gifkikkers, glaskikkers en boomkikkers. La Paz houdt de witschouderkapucijnaap en de zwarthandslingeraap.
De katachtigen – jaguar, poema, ocelot en margay – zijn afkomstig uit een opvangcentrum dat vanwege financiële redenen moest sluiten. Deze katten konden door leeftijd, verwondingen of gewenning aan mensen niet meer worden uitgezet in het wild, maar het doel is om nakomelingen te zijner tijd wel uit te zetten in beschermde natuurgebieden.
De vlindertuin is overdekt en hier worden ruim 25 soorten vlinders in wisselende samenstelling gehouden. In de kolibrietuin met voederpunten zijn 26 soorten kolibries waargenomen.